# Рув (Мёрт и Мозель)
Рув (фр. Rouves) — коммуна во французском департаменте Мёрт и Мозель, региона Лотарингия. Относится к  кантону Номени.

## География
Рув расположен в 23 км к северу от Нанси. Соседние коммуны: Номени на юго-востоке, Клемри на юго-западе.

## Демография
Население коммуны на 2010 год составляло 102 человека.
| 1962 | 1968 | 1975 | 1982 | 1990 | 1999 | 2010 |
| ---- | ---- | ---- | ---- | ---- | ---- | ---- |
| 67   | 70   | 55   | 68   | 78   | 86   | 102  |